# Josep Lluís Ortega Monasterio
Josep Lluís Ortega Monasterio (Santoña, 8 d'agost de 1918 - Barcelona, 18 de gener de 2004) fou un compositor i militar català d'origen càntabre. Ha estat un dels grans mestres compositors d'havaneres, de les quals en va fer una cinquantena, i és l'autor pretès de la més coneguda, El meu avi. De les seves més de cent obres, la majoria són en català, unes quantes en castellà i fins i tot alguna en euskera. A més de cantant, també va ser instrumentista de guitarra i acordió.

## Infància i joventut
Fill d'una família de llarga tradició militar, Ortega Monasterio va néixer el 8 d'agost de 1918 a Santoña (aleshores Castella la Vella, avui Cantàbria). Va passar part de la seva infància a Mutriku (Guipúscoa), fins que va quedar orfe de pare i mare. Llavors va traslladar-se a Palol d'Onyar, on a l'escola ja componia peces de música com Estrellita marinera; a més, cantava al cor de la catedral de Girona. Als nou anys interpretà el paper principal de la comèdia musical Xao al Teatre Principal de Girona. Va ser en aquesta època que entrà en contacte amb la llengua i la cultura catalanes. Durant la Guerra Civil va fugir de Girona a peu per la frontera a través d'Olot i Beget fins a la Menera (Vallespir). Des d'allí es va traslladar a Espanya via Hendaia i es va incorporar a l'exèrcit franquista.

## Militar espanyol
Passada la Guerra Civil fou nomenat oficial de complement. Va estar destinat al cos de Regulars al Nord d'Àfrica, a Ceuta i Larraix, i estudià a les acadèmies militars de Saragossa, Guadalajara i Toledo. L'any 1942 fundà el grup d'havaneres Los Gringos. Ja capità, en els anys cinquanta fou assignat a l'Escola Militar de Muntanya, de Jaca. Passà després a Puigcerdà, com a Cap de la Guàrdia Civil de Fronteres, tasca que compaginà amb la de professor d'educació física a La Molina. A començaments dels 60, ja comandant d'infanteria, fou enviat a Menorca, on compongué cançons per al grup Los Parranderos, col·laborà en el Festival de Canción Menorquina d'Alaior, i deixà un gran record en general. El 1964 fou traslladat a Palamós, a la Costa Brava. Fou un dels organitzadors de la primera Cantada d'Havaneres de Calella de Palafrugell (1967). A l'any següent, suposadament, va compondre l'obra que li donaria més anomenada, l'havanera El meu avi. Algunes persones han contradit el fet que Ortega Monasterio fos autor de l'havanera El meu avi, que seria una cançó que ja cantaven els mariners més vells de Menorca abans de la guerra. Conjuntament amb Evarist Puig i Joaquim Simó fundà el 1972 el Festival de Cançó Marinera de Palamós.

## Clandestinitat i democràcia
En els anys setanta participà en la fundació de la Unión Militar Democrática. En ser enxampat el 1976 amb unes octavetes de propaganda de la formació, un judici militar el condemnà a cinc mesos de presó militar a Cadis. Tres anys més tard va ser expulsat de l'exèrcit per "ofensa a l'honor". El 1984, el govern revisà el judici i el restituí a l'honor i grau de coronel; amb tot i això, en Josep Lluís no reprengué la carrera militar perquè ja tenia una altra ocupació: havia fundat el grup d'havaneres Cavall Bernat el 1975, i es dedicava plenament a la música, cantant i component havaneres. Es jubilà del conjunt el 1995.

## Llegat i homenatges
La seva música es va fer molt popular arreu de Catalunya, i hom n'ha destacat l'arrelament de les lletres i una música senzilla i planera que com a tal arribà a molta gent. La tendresa de peces com La Balada d'en Lucas o Na Nena, la fortalesa i empenta del Canó de Palamós o la famosa arreu del món El meu avi (que ha arribat a indrets impensables com a Corea del Nord o els Estats Units, i s'ha interpretat en diverses versions fins i tot per l'Orquestra Simfònica de Londres) dona una idea d'on arribava la seva creativitat i la riquesa d'aquesta música encisadora.
La seva personalitat arribava a qualsevol tipus de gent, de persones o classes socials, i s'afirma que fou professor d'esquí del rei Joan Carles I, amic de la Duquessa d'Alba i de tota mena de gent de ciutat o de poble. S'esmenta que creà la música de l'himne de Jaca: Viernes de Mayo. Dos amics íntims des de la infància fins a la mort foren els coneguts Joan Viñas, locutor de Ràdio Barcelona, i el gran escriptor Josep Maria Gironella.
En els últims anys de la seva vida rebé nombrosos homenatges, el més càlid dels quals a Calella de Palafrugell, durant les populars cantades d'havaneres. Francesc Salse i Josep Maria Cao li dedicaren l'havanera Al mestre Ortega Monasterio. El compositor també té estàtues a Puigcerdà, recordant les seves facetes de músic i de muntanyenc, i a Platja d'Aro. Va rebre la Creu de Sant Jordi el 1999 per tota una carrera dedicada a la difusió de l'havanera.
Va morir el 18 de gener del 2004 a Barcelona. El seu fons musical, més de cent composicions entre havaneres i altres cançons, es conserva a la Fundació Ernest Morató. El seu fill, Leopoldo Ortega-Monasterio, que és metge forense, ajuntà els seus dos cognoms per homenatjar-lo.

## Controvèrsia
El 2024, el documental Murs de Silenci. Gran Escala 2000, del 3cat, mostrava la seva presumpta implicació en una xarxa de tràfic i explotació sexual que va operar entre finals dels anys 70 i principis dels 90 a Aragó i Catalunya. En el documental, segons documentació policial i testimonis, Ortega Monasterio hauria estat vinculat a diversos prostíbuls, incloent-hi el local "Txoko" a Osca, propietat de la seva esposa Pura Gastón. Afegia que Gastón també era propietària de l'Agència Gràcia a Barcelona, utilitzada per reclutar dones mitjançant falses ofertes de treball. Basant-se en informes policials de l'època assenyalava Ortega Monasterio com a possible "propietari real" de diversos establiments, tot i que només ho consideraven provat en el cas del Txoko.
El documental indicava que el cas més greu es va centrar en el complex Gran Escala 2000, ubicat a Ventalló, on segons testimonis i documentació policial s'explotava sexualment dones, algunes menors d'edat. L'establiment era gestionat per Antolín Fernández, soci d'Ortega Monasterio segons diversos testimonis, i posteriorment per la seva germana Rolíndez. Les víctimes haurien estat captades a través de l'Agència Gràcia, on se'ls retenien els documents d'identitat i se les forçava a exercir la prostitució. El documental indicava que malgrat diverses denúncies durant els anys 80, incloent-hi una inspecció dels Mossos d'Esquadra el 1988, les investigacions van ser arxivades sense conseqüències judicials, fet que s'ha atribuït a les connexions polítiques i militars dels implicats.
La família d'Ortega Monasterio van demandar els autors del documental, la CCMA i la periodista Ana Teixidor, en considerar que contenia "mentides i falsedats" que afectaven l'honor i la memòria del compositor. El jutjat de primera instància de Barcelona número 52 va acceptar a tràmit la demanda civil el 2 d'abril del 2025. La família va retreure als autors del documental que no contactessin amb ells durant els dos anys que va durar la seva elaboració. També van assenyalar que trobaven a faltar que el documental fes referència a les dues sentències judicials de l'Audiència Nacional i del Tribunal Suprem que van declarar innocent Josep Lluís Ortega Monasterio amb relació a la trama. La demanda reclama el restabliment de l'honor d'Ortega Monasterio retirant el documental i emetent-ho a la CCMA, així com una indemnització econòmica d'un milió d'euros que la família destinarà al foment de la cultura i la cançó catalanes, sobretot les havaneres.

## Obres
- Adiós a la isla (ca. 1962), lletra de Gurmesind Riera, premi al Festival de Canción Menorquina de Alayor, enregistrada[8]
- Aquesta tornada parrandera (anys 80)
- La balada d'en Lucas (1962) (partitura)
- Balada menorquina (ca. 1960)
- Bella Candanchú
- El canó de Palamós, vals mariner (cançó en MP3 pel Grup Bergantí Arxivat 2007-09-29 a Wayback Machine., partitura)
- Cantan los Parranderos (ca. 1960)
- Coplas bravas
- Corrandes marineres (o Corrandes palamosines), valset mariner
- De sol a sol
- Encisadora, marxa marinera
- Esquiando voy
- Estrellita marinera (anys trenta), vals
- Margarita y el mar (ca. 1960)
- Mi bello Candanchú
- La muñeca (anys 40), bolero
- Na nena (ca. 1960), lletra de Gurmesind Riera
- Plora guitarra
- La Rosa del Port, valset mariner
- Viernes de Mayo, himne oficial de Jaca, lletra d'Eugenio Villacampa

### Havaneres
- L'avi canta
- Balandrejant
- Beber, beber
- Bitxintxo, en castellà i euskera
- Bon cremat
- Cançó d'Andorra
- Cap a romandre
- La Catedral
- Cavall Bernat
- Dia i nit
- Enamorada de la mar
- Escolta es vent (1966), lletra de Cristòfol Mus Reynés
- L'Havana Xica
- Havanera de Tàrrega
- Lluna marinera
- Marta voladora (1994), dedicada a Marta Ferrusola quan volava en parapent
- Menorquina
- Meritxell
- El meu avi (1968)
- No vull dir adéu, lletra de M. Guiu
- Parla de mestre
- Rom cremat
- Si fóssim gavines, lletra de Cristòfol Mus
- Solitud
- Toia, lletra de J.Puig Dòria
- Tornada a Menorca, lletra de Gurmesind Riera
- Tornaré
- Vell mariner
- Vinyes verdes